# Vladimir Martsinkevitch
Pour les articles homonymes, voir Martsinkevitch.
Vladimir Nikolaïevitch Martsinkevitch (en russe : Владимир Николаевич Марцинкевич, en biélorusse : Уладзімір Мікалаевіч Марцінкевіч), né le 10 mars 1896 à Borisov et mort le 30 juillet 1944 à Powiat de Puławy, est un militaire russe, puis soviétique.

## Biographie
Il est né le 10 mars 1896 dans l'Empire russe dans la ville biélorusse de Borissov au sein d'une famille ouvrière. Il rejoint l'armée rouge en 1918. Durant la guerre civile en Russie, il commande le 1re détachement de partisans de Maladetchna. De janvier à décembre 1919, il commande un régiment d'infanterie sur le front sud, de décembre 1919 à novembre 1920, sur le front occidental. Pendant les combats, il est blessé à deux reprises.
Durant l'après-guerre, il commande un bataillon d'infanterie. Durant la guerre d'Hiver de 1939 à 1940, il commande la 173e division d'infanterie dans le cadre de la 7e armée. En juillet 1940, il commande la 176e division d'infanterie.
Au début de la Seconde Guerre mondiale, il commande une division de la 9e armée sur le front sud durant l'opération Barbarossa. En août 1942, il est nommé commandant de la 9e armée sur le front transcaucasien. Durant la bataille du Caucase, l'armée occupe les défenses le long du fleuve Terek vers la ville de Grozny. Au cours des combats il est retiré de ses fonctions.
En octobre 1942, il est nommé commandant de la 229e division d'infanterie de la 52e armée du front de Volkhov. Pendant la traversée de la rivière, Martsinkevitch est tombé gravement malade et est hospitalisé. En juillet 1943 il rejoint le grand QG du Commandement suprême. En avril 1944, il est mis à la disposition du Conseil militaire du 2e front de Biélorussie et le 24 avril il est nommé commandant de la 134e division d'infanterie. En 1944, la division atteint la Vistule et atteint la ville de Pulawy. Le général est tué durant la bataille.
Il a été enterré à Loutsk dans une fosse commune.